# Pavetta brachyantha
Pavetta brachyantha är en måreväxtart som beskrevs av Elmer Drew Merrill. Pavetta brachyantha ingår i släktet Pavetta och familjen måreväxter. Inga underarter finns listade i Catalogue of Life.